# Tone Helly-Hansen
Tone Fredrikke Helly-Hansen, född 4 mars 1959 i Moss, Norge, är en norsk skådespelare, mest aktiv i svenska produktioner.

## Filmografi
- 1987 – Svenska hjärtan (TV-serie)
- 1988 – Träpatronerna (TV-serie)
- 1990 – Svampe
- 1992 – Blank päls och starka tassar
- 1992 – Hassel – Utpressarna
- 1994 – Läckan
- 1996 – En fyra för tre (TV-serie)
- 1997 – Tre Kronor (TV-serie)
- 1999 – Vuxna människor
- 2000 – På gränsen (TV-serie)
- 2000 – Sjätte dagen (TV-serie)
- 2001 – En ängels tålamod (TV-serie)
- 2001 – Hem ljuva hem
- 2003 – Sandarinernas sång
- 2008 – Andra avenyn (TV-serie)
- 2010 – Isolerad
- 2010 – Snabba cash
- 2011 – Irene Huss - Det lömska nätet
- 2011 – Gynekologen i Askim (TV-serie)
- 2017 – Vår tid är nu (TV-serie)

## Teater

### Roller
| År   | Roll               | Produktion                     | Regi       | Teater                 |
| ---- | ------------------ | ------------------------------ | ---------- | ---------------------- |
| 1980 | Rödgardist Väljare | Hoppla, vi lever! Ernst Toller | Fred Hjelm | Stockholms stadsteater |